# Barwick
Barwick é uma cidade  localizada no estado americano de Geórgia, no Condado de Brooks e Condado de Thomas.

## Demografia
Segundo o censo americano de 2000, a sua população era de 444 habitantes.
Em 2006, foi estimada uma população de 447, um aumento de 3 (0.7%).
Dos 444 residentes de Barwick em 2000, 328 (73.9%) moravam no condado de Thomas e 116 (26.1%) no condado de Brooks.

## Geografia
De acordo com o United States Census Bureau tem uma área de 
2,0 km², dos quais 1,9 km² cobertos por terra e 0,1 km² cobertos por água.

## Localidades na vizinhança
O diagrama seguinte representa as localidades num raio de 24 km ao redor de Barwick. 